# Petřín-Standseilbahn

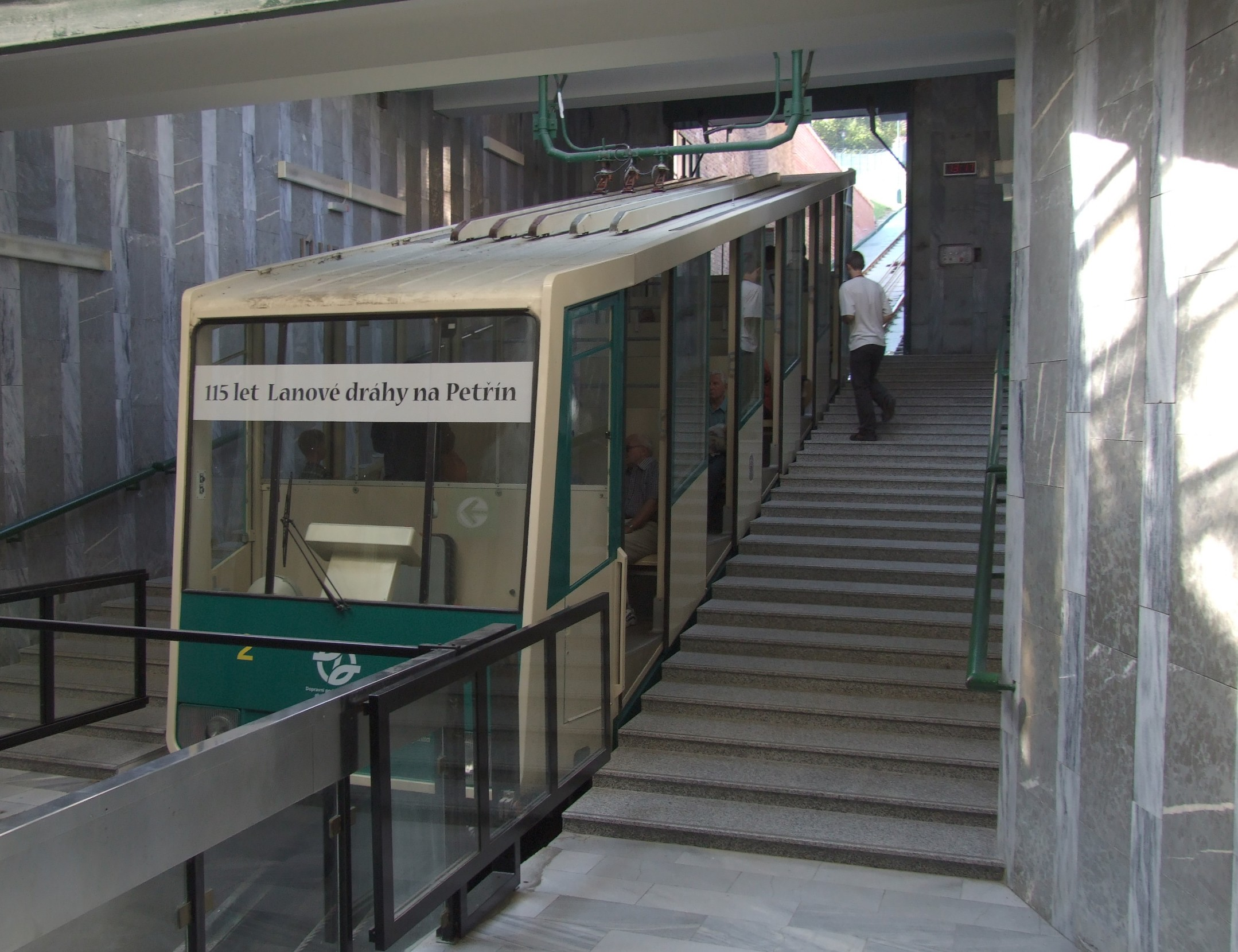
Wagen 2 der Petřín-Standseilbahn in der Talstation „Újezd“ innerhalb eines historischen Gebäudes

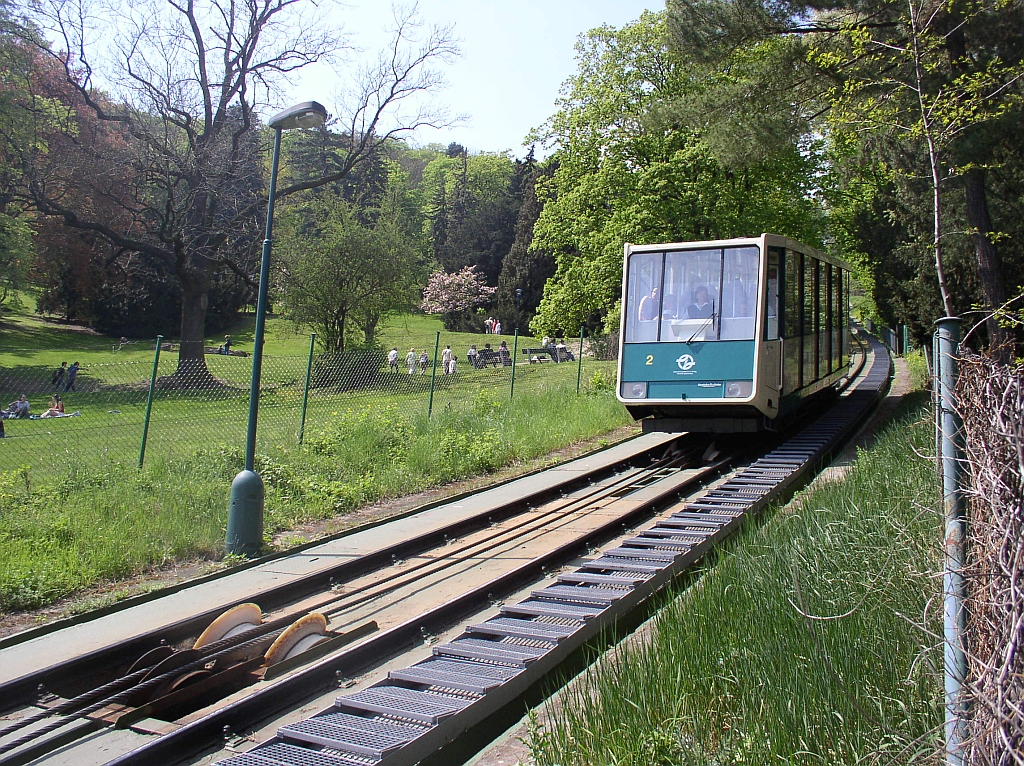
Wagen 2 der Petřín-Standseilbahn nahe der Talstation

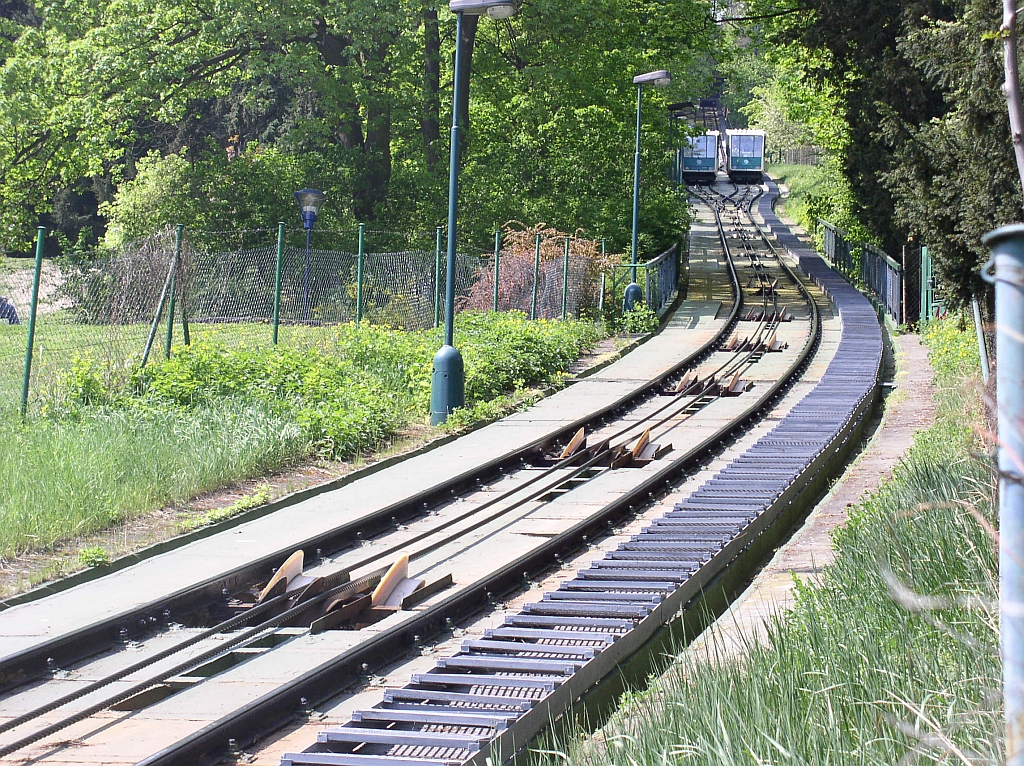
Beide Wagen an der Ausweiche vor der Brücke mit der Mittelstation vom Tal aus gesehen, die Bremsseile liegen auf der gesamten Strecke

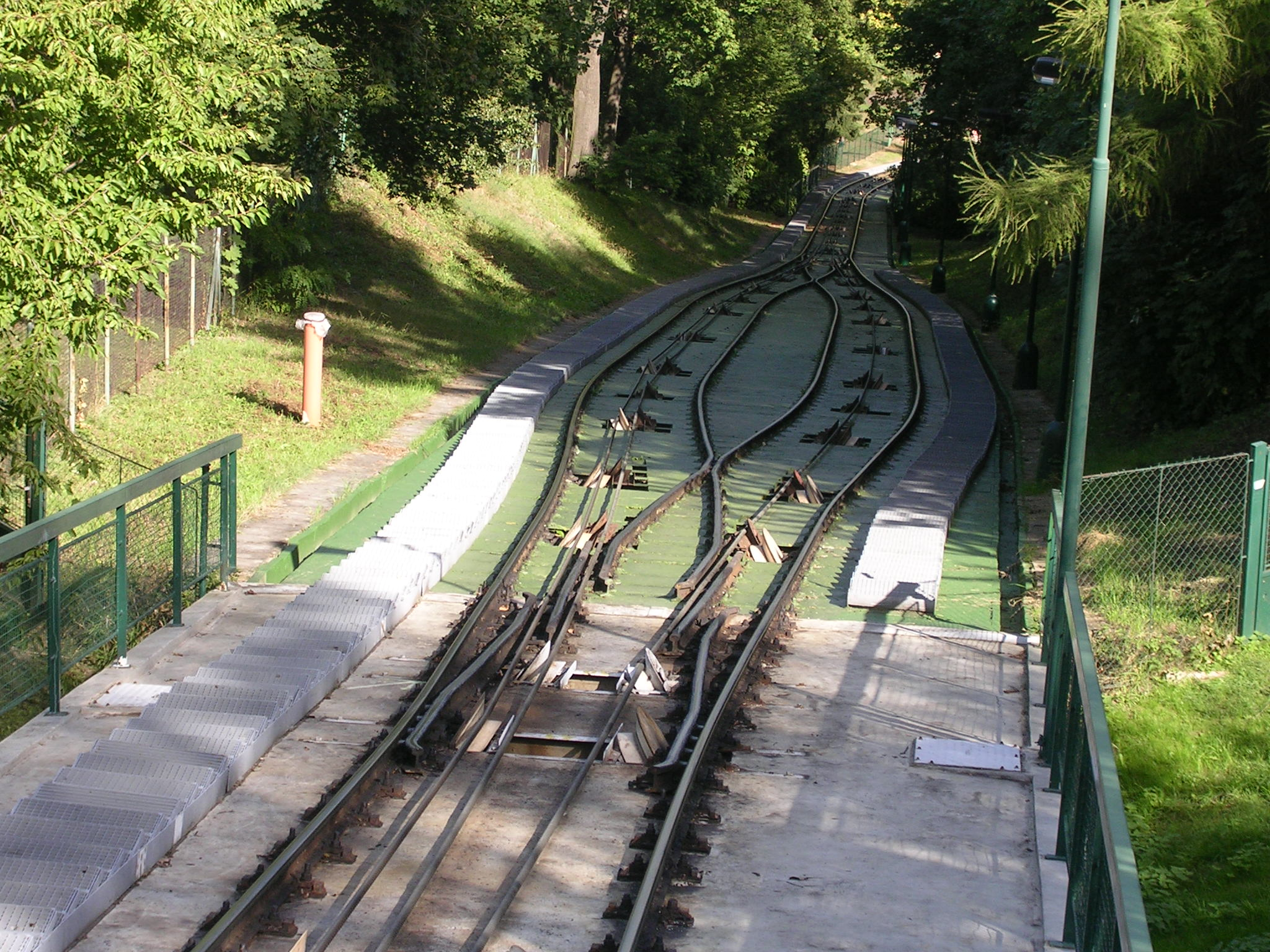
Abtsche Ausweiche bei der Mittelstation von der Brücke aus mit Zugseil (links außen) und den Bremsseilen (in beiden Gleisen jeweils in Gleismitte)

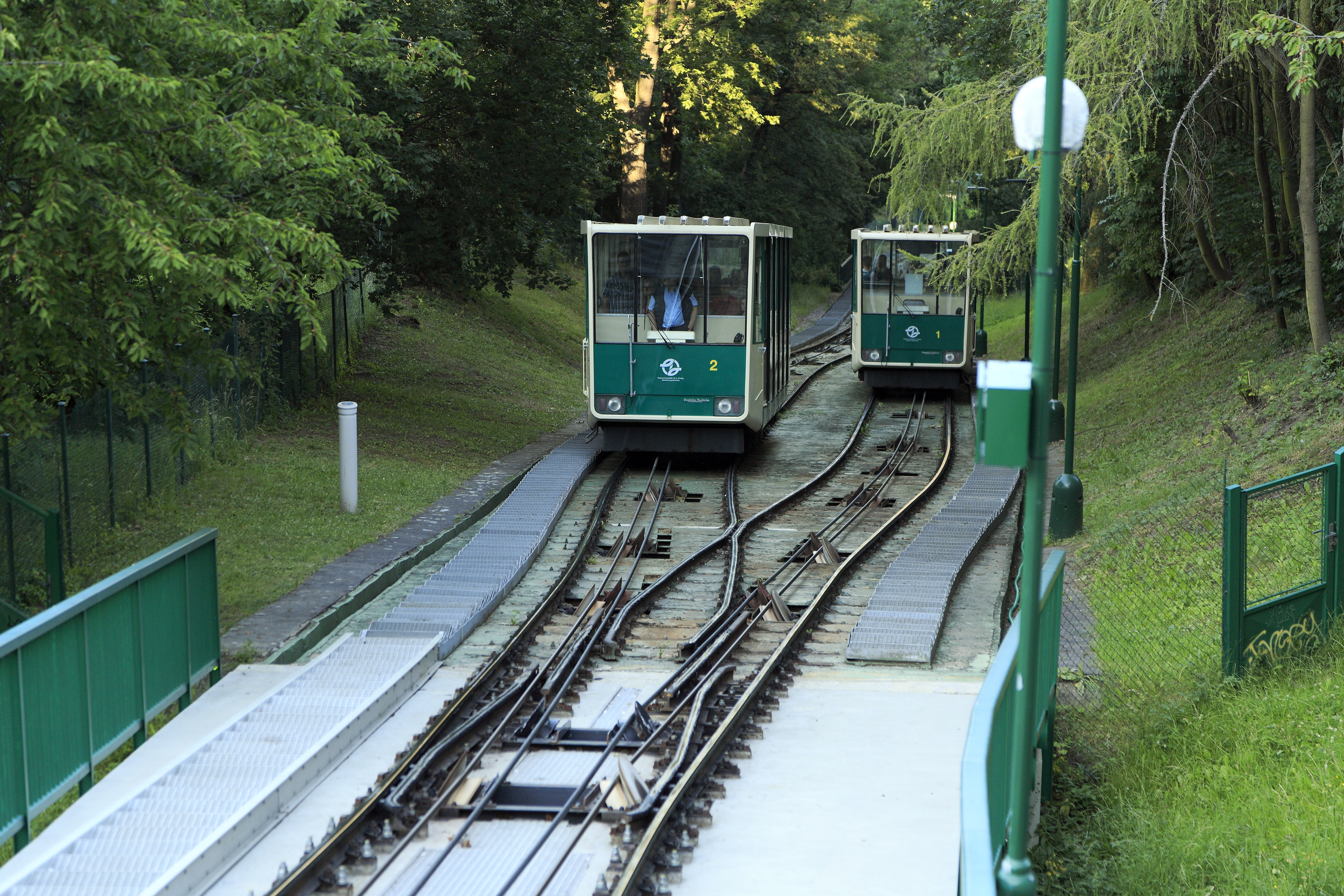
Beide Wagen in der Abtschen Ausweiche mit Zug- (außen) und Bremsseilen (innen)

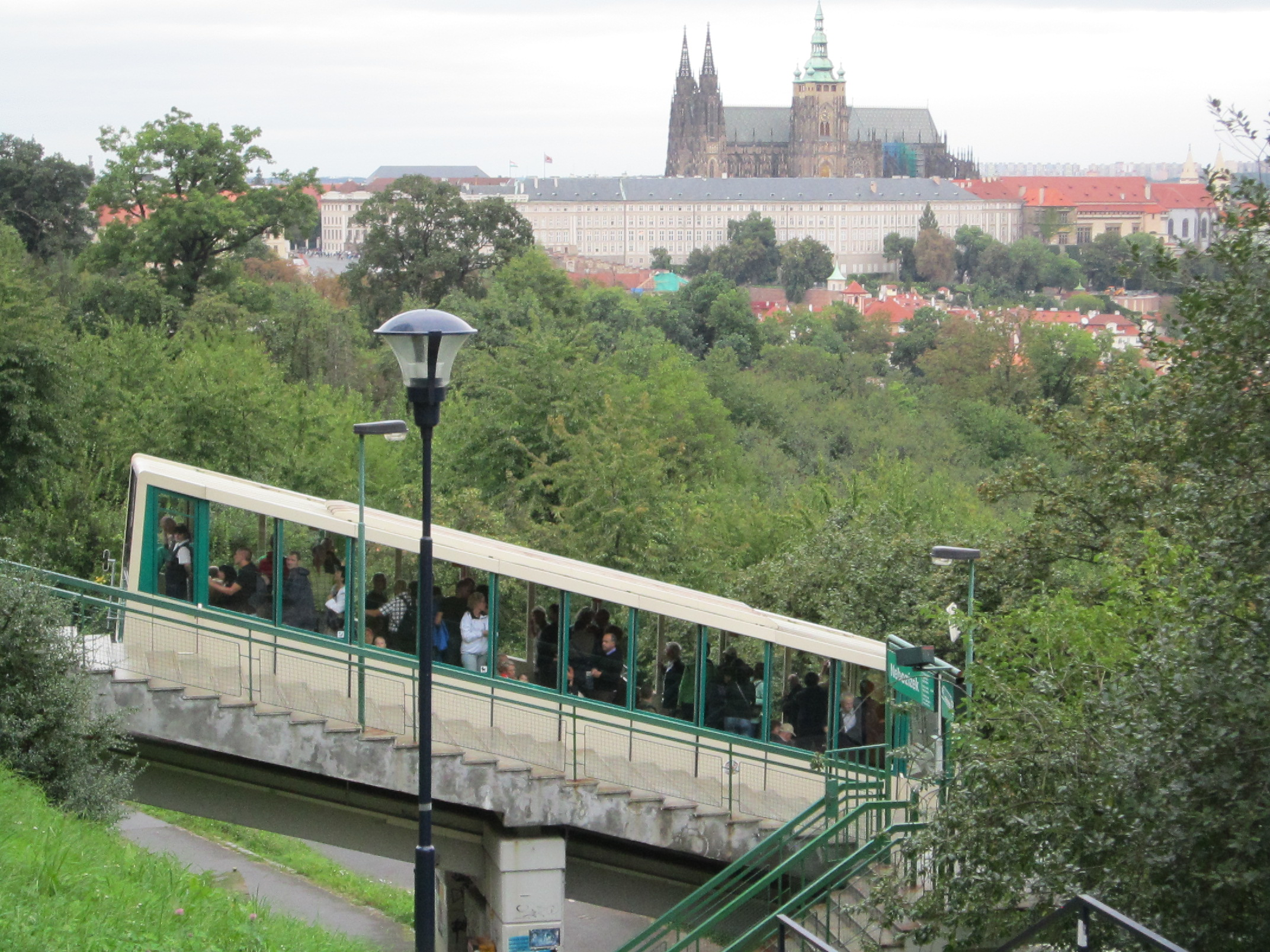
Mittelstation „Nebozízek“ mit Blick auf die Prager Burg (Pražský hrad)

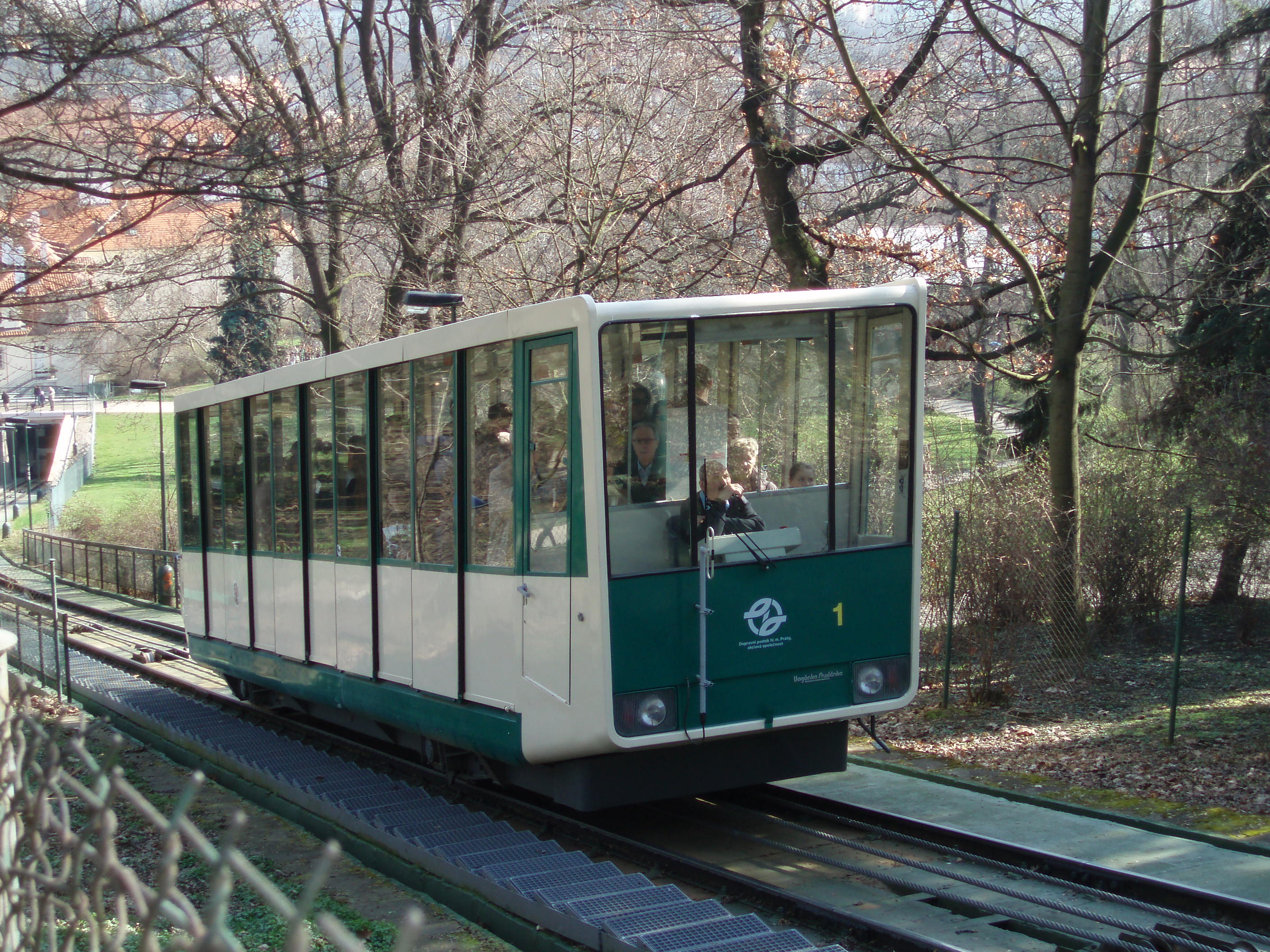
Wagen 1 nahe der Bergstation „Petřín“

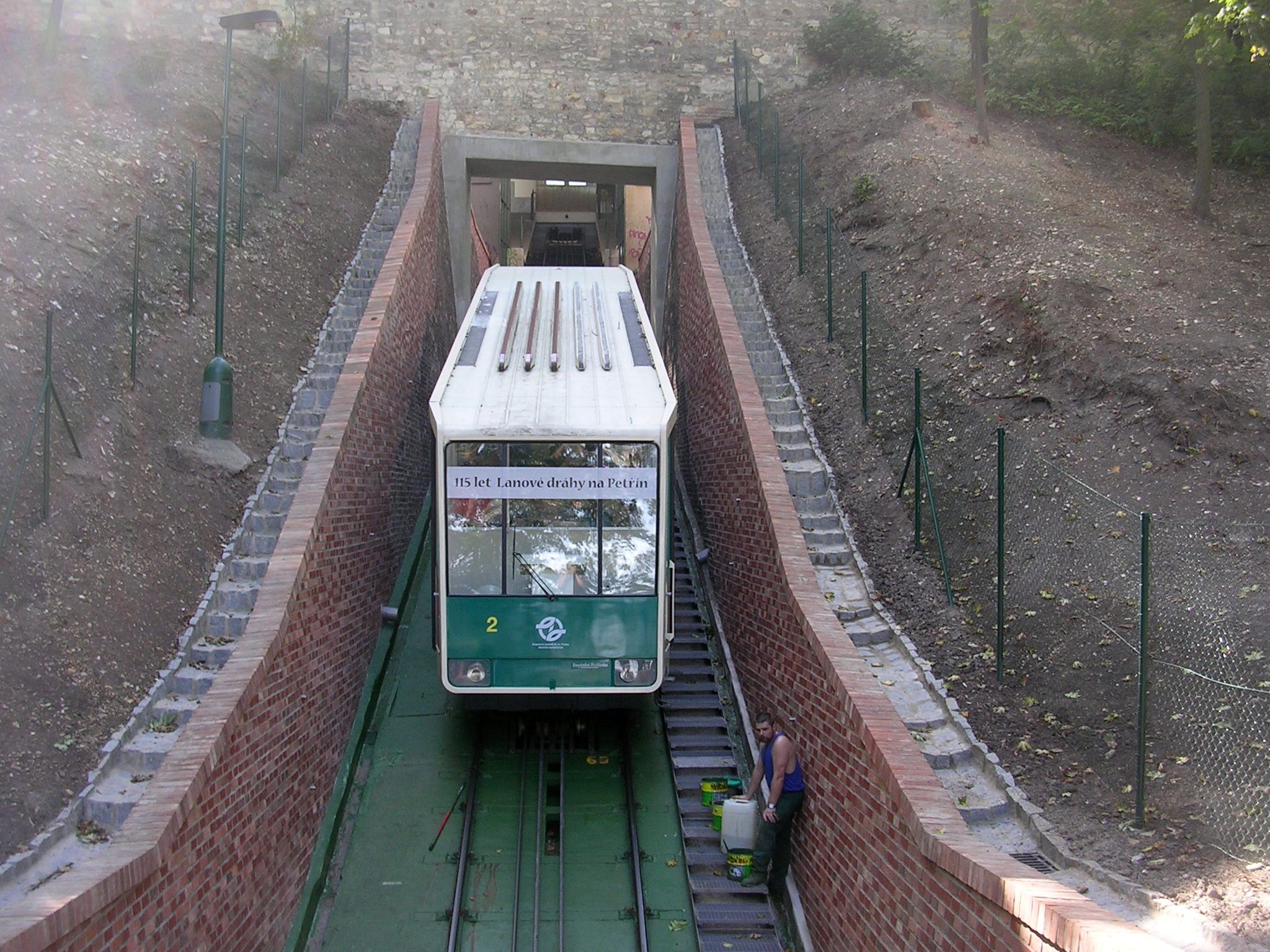
Wagen 2 am Durchbruch durch die »Hungermauer«

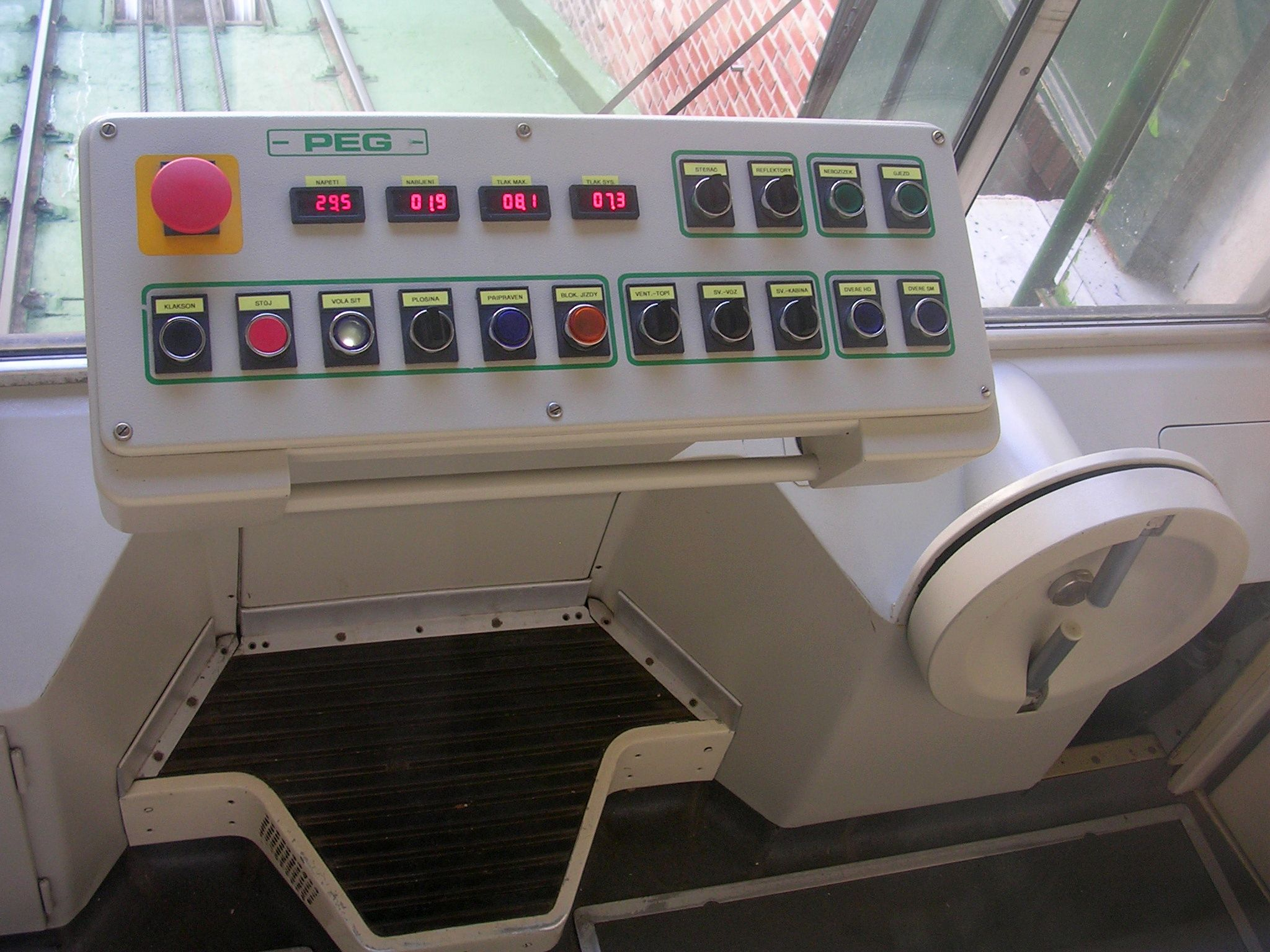
Führerstand eines der Fahrzeuge

Die Petřín-Standseilbahn (tschechisch (pozemní) lanová dráha na Petřín oder kürzer lanovka na Petřín) ist eine regelspurige Standseilbahn, die in der tschechischen Hauptstadt Prag auf den südlich des Hradschins im westlichen Zentrum gelegenen Laurenziberg verkehrt. Die Eröffnung erfolgte im Jahre 1891 wie bei der Letná-Standseilbahn als meterspurige Wasserballastbahn. Anfangs war die Bahn als Laurenziberg-Drahtseilbahn oder Drahtseilbahn auf den Laurenziberg bekannt, später auch als Petřín-Drahtseilbahn bzw. Drahtseilbahn auf den Petřín-Berg. Nach einer temporären Einstellung 1916 wurde sie ab 1932 nach Umbau elektrisch angetrieben und nach einer weiteren Betriebsunterbrechung 1965 von 1981 bis 1985 grundlegend modernisiert. Auf dem Petřín-Berg befindet sich neben diversen Parkanlagen und historischen Gebäuden der am selben Tag vom Klub Tschechischer Touristen (KČT) eröffnete Aussichtsturm Petřín, der dem Pariser Eiffelturm nachempfunden ist.

## Geschichte

### Allgemeines
Die Petřín-Standseilbahn ist die bekannteste Standseilbahn in der Tschechischen Republik. Diese seit 1891 mit zwei längeren Unterbrechungen bis heute in Betrieb befindliche Bahn wurde vor der Reaktivierung jeweils aufwändig modernisiert. Daher kann aufgrund der Tatsache, dass nach den mehrjährigem Betriebspausen jeweils ein praktisch kompletter Umbau erfolgte und die Bahn insgesamt drei Mal in Betrieb genommen wurde, die Geschichte auch als die von drei verschiedenen Standseilbahnen auf derselben Strecke (welche in der ersten Betriebsphase jedoch kürzer war und später in beide Richtungen verlängert wurde) angesehen werden.

### Vorgeschichte
Die Geschichte dieser Seilbahn begann im Jahre 1889, als sich Mitglieder des Klubs Tschechischer Touristen aus Prag in Paris aufhielten und dabei den berühmten Eiffelturm besichtigten. Nach ihrer Rückkehr beschlossen sie, in ihrer Stadt eine verkleinerte Kopie des schon damals als Wahrzeichen von Paris weltbekannten Turmes zu bauen, wobei sie mit ihrem Vorhaben allgemein auf breite Zustimmung stießen. Vom Herbst 1889 bis 1891 wurde als Beitrag zur in letzterem Jahr geplanten Großen Allgemeinen Landesjubiläumsausstellung der 62 Meter hohe Aussichtsturm auf dem Petřín errichtet. Da dieser auf dem Fußweg relativ weit vom Stadtzentrum entfernt gewesen wäre, beschlossen sie auch, an dieser Stelle gleichzeitig eine Standseilbahn zu bauen.

### Bau und Eröffnung
Die Petřín-Standseilbahn wurde am 25. Juli 1891 unter dem Namen Laurenziberg-Drahtseilbahn als Beitrag zur Großen Allgemeinen Landesjubiläumsausstellung in Prag zusammen mit dem Petřín-Aussichtsturm, der Letná-Standseilbahn sowie der Letná-Straßenbahn eröffnet. Die Genossenschaft des Aussichtsturms Petřín GmbH (tschechisch: Družstvo rozhledny na Petříne) baute die Bahn als Verbindung zwischen dem Stadtbezirk Malá Strana und dem höchsten Punkt des nahe dem im östlichen Stadtzentrum gelegenen Hügels Petřín, wobei die Genossenschaft bis zur ersten Betriebseinstellung im Jahre 1916 der Eigentümer blieb.
Die Petřín-Standseilbahn wurde wie auch die technisch ähnliche Letná-Standseilbahn aus dem gleichen Jahr 1891 als Wasserballastbahn gebaut. Sie war eine vollständig gerade verlaufende dreischienige Anlage, die etwa bei der damaligen Streckenmitte, jedoch näher zur Talstation (Höhe 194 m) eine einfache symmetrische Ausweichstelle bildete. Die Mittelschiene wurde dabei mit Ausnahme der kurzen zweigleisigen Ausweichstelle von den beiden Wagen gemeinsam benutzt. Die Bahn besaß anfangs eine Spurweite von 1000 mm (Meterspur) und war mit einer jeweils in Gleismitte verlegten Bremszahnstange nach System Abt ausgestattet („Zahnstangenseilbahn mit Wasserübergewichtsantrieb“), welche half, die Fahrgeschwindigkeit zu regulieren und bei den Stationen zudem als Feststellbremse wirkte. Die Ausstattung mit der Zahnstangenbauart nach Carl Roman Abt stellte eine Rarität dar, da die meisten Bahnen dieser Art mit einer Bremszahnstange nach System Riggenbach gebaut wurden. Der Antrieb der Bahn erfolgte über Wasserballast im talwärts fahrenden Wagen, der den anderen mit Hilfe der Schwerkraft bergauf zog. Die Seilscheibe in der Bergstation hatte einen Durchmesser von 2,80 m und war an der Lauffläche mit Holz verkleidet, damit das Drahtseil keiner Reibung auf Metall ausgesetzt war, was den Verschleiß erheblich minderte. Die Seilführung erfolgte jeweils zwischen der Zahnstange und der außenliegenden Schiene mit Tragrollen. Die Strecke war zu Beginn insgesamt 396,50 m lang und überwand einen Höhenunterschied von 104,00 m, die maximale Steigung betrug 295 ‰ (mittlere Steigung: 267 ‰), wobei sich die Bergstation in der Nähe vom Restaurant „Nebozízek“ auf einer Höhe von 298 m befand. Die Fahrgeschwindigkeit lag bei 2,0 m/s (7,2 km/h), eine Fahrt dauerte ca. sechs Minuten.
Die ersten zwei von der Waggonfabrik Ringhoffer in Prag-Smíchov gelieferten, 6,00 m langen und 2,00 m breiten zweiachsigen Wagen besaßen einen an den Seiten großzügig verglasten Wagenkasten aus Holz mit vier gestuften Fahrgastabteilen und jeweils einer schmalen offenen Plattform an beiden Seiten für den Wagenführer/Bremser. Sie fassten insgesamt bis zu 50 (nach anderer Quelle 46) Personen. Die Wagen hatten im Bodenrahmen einen Wasserbehälter, der vor jeder Talfahrt in der Bergstation mit Wasser gefüllt wurde. Während der Fahrt wurde das Wasser zum Ausgleich des ständig zunehmenden, überhängenden Seilgewichts kontinuierlich abgelassen.
Die Standseilbahn wurde mit dem Wasserballastantrieb ohne bedeutende Änderungen bis zur ersten Einstellung im Jahre 1916 betrieben. Ein Problem bildete jedoch der zunehmende Wassermangel auf dem Laurenziberg.

### Erste Betriebseinstellung
Der Betrieb der Bahn wurde im Jahr 1916 infolge des Ersten Weltkrieges und dem durch Einberufungen ausgelösten Personalmangel eingestellt. Nach dem Krieg konnte der Betrieb wieder aufgenommen werden, 1921 musste er wegen des Wassermangels endgültig beendet werden. Versuche, die Standseilbahn zur Sportveranstaltung Sokolsky slet (Sokol-Treffen) am Petřín-Berg in den Jahren 1921, 1923 und 1926 wieder in Betrieb zu nehmen, scheiterten. Sie wurde erst nach umfangreichem Umbau in den 1930er Jahren zu einem weiteren Großereignis wieder eröffnet.

### Umbau und Elektrifizierung
Für 1932 war eine neue Ausgabe des Sokolsky slet vorgesehen, dazu wurde in unmittelbarer Nähe des Laurenziberges das völlig neue Strahov-Stadion gebaut. Aus diesem Grund entschied sich die Verkehrsgesellschaft von Prag, die das Eigentum über die Standseilbahn übertragen bekam, anstatt wie ebenso vorgeschlagen eine Luftseilbahn oder eine große Rolltreppe (wie nach Stilllegung der Letná-Standseilbahn geschehen) zu bauen, diese ab 1931 zu modernisieren und danach im Folgejahr zum entsprechenden großen Sportereignis wieder zu eröffnen.
Im Jahr 1931 wurde die seit nunmehr fünfzehn Jahren stillliegende Bahn auf Regelspur umgebaut und auf elektrischen Antrieb umgestellt. In jenem Jahr wurden die alten meterspurigen Wagen verschrottet und neue beschafft. Die nunmehr eingleisige Strecke wurde an beiden Enden auf 511,00 m verlängert. Gleichzeitig verschwand auch die Bremszahnstange. Die maximale Neigung belief sich jetzt bei 298,00 ‰ (mittlere Neigung: 295,00 ‰) und der Höhenunterschied lag nunmehr bei 130,45 m. Die wegen der Verlängerung der Strecke (weshalb sogar die Hungermauer aus dem 14. Jahrhundert an einer Stelle durchbrochen wurde) neu gebaute Bergstation lag nun auf einer Höhe von 324,00 m über NN. Die neue Talstation, die in ein historisches Gebäude aus der Barockzeit hineingebaut wurde, lag etwas tiefer als die frühere und damit fast direkt gegenüber der heutigen Gasse „U Lanové Dráhy“ (Zur Seilbahn) – daher war der Streckenverlauf nicht mehr vollständig gerade und wies vor der Talstation einen Bogen auf. In Streckenmitte kurz vor der heutigen Mittelstation wurde eine Ausweichstelle in Form einer Abtschen Ausweiche angelegt. Oberhalb der Kreuzungsstelle wurde ein Haltepunkt für das Gartenrestaurant »Nebozízek« eingerichtet. Die Wagen hielten hier bei Bedarf auf der Bergfahrt und nur zum Aussteigen. Den Umbau der Strecke übernahm die Firma Škoda aus Pilsen, die Elektrifizierung mit 500 Volt Gleichspannung wurde von den Firmen Českomoravská Kolbén–Danek (ČKD) aus Prag sowie Pohlig aus der Schweiz unter der Leitung des Ingenieurs H. H. Peter aus Zürich durchgeführt. Die Fahrgeschwindigkeit lag nunmehr bei 4,00 m/s (14,40 km/h) und war damit doppelt so hoch wie zuvor mit Wasserballastantrieb.
Eine Besonderheit war das Bremsseilsystem nach System Pohlig, weltweit zum ersten Mal eingesetzt, das im Notfall das Auffangen und Anhalten der Wagen mit einem eigenen, etwas dünneren Bremsseil an beliebiger Stelle der Strecke ohne die durch die sonst üblichen Zangenbremsen ausgelöste einseitige Belastung der Wagenkästen ermöglichte. Das Bremsseil liegt auf der gesamten Streckenlänge so weit wie möglich in Gleismitte auf im Verhältnis zu denen des Zugseils kleineren Tragrollen, es läuft im Bodenrahmen des Wagens durch eine im Regelfall offene Klemmvorrichtung. In der Bergstation sind beide Bremsseile auf Trommeln mit leistungsfähigen Bremsen aufgelegt, in der Talstation werden sie gespannt gehalten. Wird das Zugseil am Wagen lose oder die zulässige Geschwindigkeit überschritten, dann klemmt sich die Fangbremse des Wagens auf dem Bremsseil fest, nimmt es durch die Hangabtriebskraft mit und die Bremsen in der Bergstation bringen beide Wagen unabhängig voneinander zum Stehen. Die Bremsseile liegen im Gleis auf kleineren und nicht kunststoffbeschichteten Tragrollen auf. Diese werden nur belastet, wenn die Fangbremse anlegt. Dies erklärt auch das Vorhandensein von zwei Seilen pro Wagen anstatt nur einem, was im Begegnungsverkehr der beiden Wagen im oberen Teil der Strecke zur Ausweichstelle wie vier Seile aussieht.
Die zweiten Wagen, wieder von der Waggonfabrik Ringhoffer gebaut, besaßen einen für damalige Begriffe modernen, vollständig geschlossenen und den zeitgenössischen Straßenbahnwagen ähnlichen Wagenkasten in Holzbauweise mit abgeschrägtem Wagenboden. Sie waren 12,00 m lang und 2,40 m breit und hatten etwas kleineren Fensterflächen sowie erstmals auch einen elektrischen Scheinwerfer an jeder Frontseite. Das Fassungsvermögen belief sich auf jeweils maximal 100 Personen (75 Sitz- und 25 Stehplätze) und war damit pro Einheit doppelt so groß wie bei den ersten Wagen. Jeder Wagen besaß zur Versorgung der Beleuchtung und des Luftverdichters sowie für die Batterieladung über die Fahrleitung, zur Signalübermittlung zwischen Wagen und Steuerung und eine Telefonverbindung zwei kleine Stromabnehmer auf dem Dach.
Die Standseilbahn wurde daraufhin am 5. Juni 1932 mit elektrischem Antrieb wiedereröffnet, wobei der Betrieb – ebenfalls ein Novum – vollautomatisch ablief. Die Wagenbegleiter brauchten nur eine Taste zu betätigen, wobei die Signale aus den Wagen über die Oberleitung in den Maschinenraum übertragen wurden und alles andere danach die Technik übernahm. Im Bedarfsfall konnte die Standseilbahn jedoch auch von Hand über den Steuerstand im Maschinenraum bedient werden. Der Verkehr wurde auch während des gesamten Zweiten Weltkriegs, den die Bahn unbeschädigt überstand, planmäßig weitergeführt. In dieser Konfiguration blieb die Petřín-Standseilbahn über mehr als 30 Jahre unfallfrei und zuverlässig in Betrieb und wurde zu einer viel besuchten Attraktion für Touristen.

### Zweite Betriebseinstellung
Am 7. Juni 1965 musste die Fahrt gegen 13.30 unterbrochen werden, da es nach tagelangen schweren Regenfällen am Petřín-Berg zu einer starken Durchwässerung der Strecke kam, die dadurch entsprechend an Stabilität verlor und schwere Schäden erlitt. Die Fahrgäste mussten auf der Strecke absteigen, dann war es noch möglich, die Wagen vorsichtig in die Stationen zu bringen. Der Erdrutsch zerstörte die Strecke auf 180 Metern.
Ziemlich genau zwei Jahre später im Jahre 1967 kam es dann noch zu starken Erdrutschen entlang der Strecke, welche die vollständige Erosion des mittleren Streckenabschnitts zur Folge hatten und zugleich die Gleisanlagen nunmehr völlig zerstörten.
Die nach dieser zweiten Einstellung der Bahn festgestellten Schäden waren speziell nach den Erdbewegungen so groß, dass es erst danach aussah, dass diese nunmehr wohl endgültig sei. Die Fördermaschine sowie die Bodenrahmen der Wagen waren schon 1965 in freiwilliger Arbeit von den nunmehr ehemaligen Mitarbeitern der Standseilbahn konserviert worden, damit diese bei einer eventuellen – wenn auch damals noch außerordentlich fraglichen – Wiederinbetriebnahme im einwandfreien technischen Zustand zur Verfügung stünden. Erst in den 1980er Jahren wurde die Bahn nach einer umfassenden Modernisierung, die einem Neubau nahekam, wiedereröffnet.

### Dritte Betriebseinstellung
Seit September 2024 ist die Seilbahn außer Betrieb, der Wiederaufbau sollte im März 2025 beginnen, die Wiederinbetriebnahme wird für 2026 erwartet.

## Modernisierung

### Maßnahmen
Die Geschichte schien sich jedoch zu wiederholen, als für das Jahr 1985 im Strahov-Stadion wieder eine große Sportveranstaltung geplant war und bei der Stadtverwaltung von Prag etwa um 1980 von neuem der Wunsch aufkam, die alte Standseilbahn zu reaktivieren. Dazu wurden mehrere fachliche Expertisen und Gutachten in Auftrag gegeben, um angesichts der schwierigen baulichen und streckentechnischen Situation die vorhandenen Möglichkeiten auszuloten. Schon um 1970 war der Hang hydrologisch untersucht worden. Durch den Einbau einer ausreichend dimensionierten Entwässerung gelang es, den Hang des Laurenziberges so weit zu stabilisieren, dass an eine Wiedereinrichtung der Standseilbahn gedacht werden konnte.
Nach dem Beschluss der Stadt Prag und der Bewilligung der entsprechenden finanziellen Mittel wurde ab 1981 die seit 1965 stillliegende Anlage einer umfangreichen Modernisierung unterzogen. Dann wurde das gesamte Gleismaterial ausgetauscht und zugleich nahezu die komplette technische Ausrüstung ersetzt. Die Fördermaschine konnte aufgrund ihres durch die Konservierung im Jahre 1965 sehr guten Zustandes bis auf einige wenige, von der Prager Firma ČKD vorgenommene Verbesserungen weitgehend original erhalten bleiben. Das bewährte Bremsseilsystem System Pohlig blieb ebenfalls weiter in Verwendung, sodass weiterhin zwei Seile pro Wagen vorhanden sind. Die Rollen für Zug- und Bremsseil wurden nach ursprünglichen Plänen neu hergestellt. Auf eine Oberleitung wurde diesmal jedoch verzichtet, da die Bahn nicht mehr wie früher auf Knopfdruck durch das Personal betrieben werden und auch Sprechfunk zur Kommunikation eingesetzt werden sollte. Außerdem wurde wegen der schwierigen Hanglage oberhalb der Ausweichstelle im Bereich des Erdrutsches von 1965 eine neue Stahlbetonbrücke errichtet. Im Bereich dieser Brücke wurde auch die Zwischenstation Nebozízek wieder eingerichtet. Gleichzeitig wurden die mittlerweile in Mitleidenschaft gezogenen Stationsgebäude der Bahn renoviert, das der Bergstation ist praktisch ein Neubau um die erhaltene Fördermaschine. Erst am 15. Juli 1985, ziemlich genau 20 Jahre und 8 Tage seit der letzten – erzwungenen – Außerbetriebnahme, wurde die Petřín-Standseilbahn mit größtenteils neuer Technik und zeitgemäß gestalteten Fahrzeugen wieder eröffnet. Jedes Fahrzeug verfügt im Gegensatz zur vorher üblichen Praxis von 1932 bis 1965 wieder über einen Wagenführer, die Bahn wird also im Gegensatz zu anderen modernen Anlagen dieser Art nicht vollautomatisch betrieben. Die Fahrgeschwindigkeit blieb wie nach der Elektrifizierung Anfang der 1930er Jahre bei 4,0 m/s (14,4 km/h).
Seit der Wiedereröffnung 1985 handelt es sich um zwei vollständig geschlossene Wagen mit gestuftem Fußboden, die jedoch im Gegensatz zu früher einen komplett rundherum verglasten Metall-Aufbau mit großen dreiteiligen Frontscheiben besitzen. Sie wurden vom Forschungsinstituts für Schienenfahrzeuge Prag (tschechisch: Výzkumný ústav kolejových vozidel – VÚKV Praha) entwickelt. Der Bodenrahmen wurde von Vagónka Tatra Česká Lípa mit aufgearbeiteten Komponenten von 1932 (Laufwerk und der Pohlig-Sicherheitsbremsen) gefertigt. Die Komplettierung, inklusive Herstellung des Wagens, erfolgte durch Vagonka Tatra Studénka. Beide mit elektrischen Türantrieben ausgestattete Wagen fassen bis zu 100 Personen. Die Stromzuführung für Beleuchtung und Heizung erfolgt während der Standzeit der Wagen in den Stationen über ortsfeste Kontakte und Dachstromschienen.

Stationen der Petřín-Standseilbahn
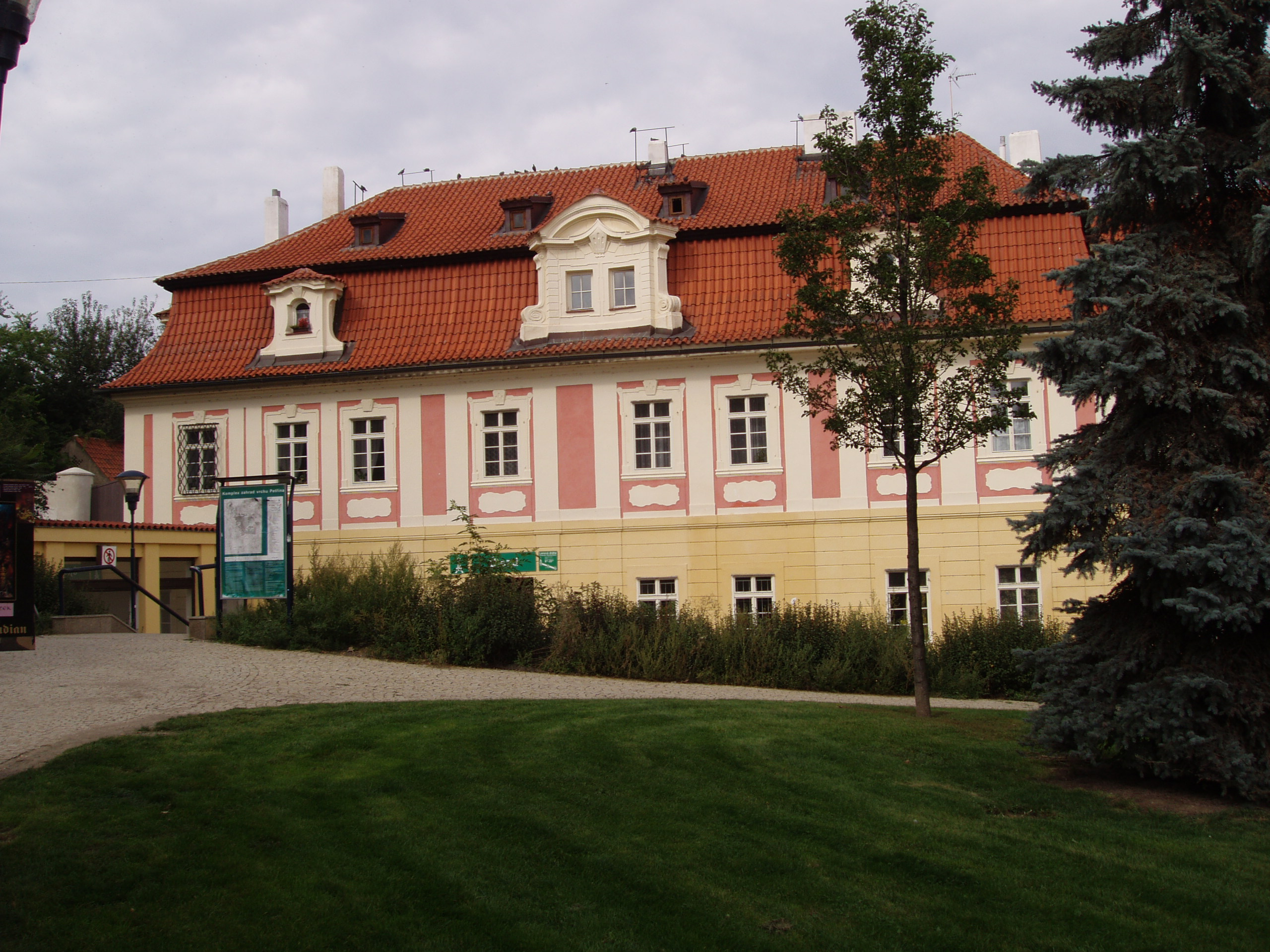
Talstation Újezd
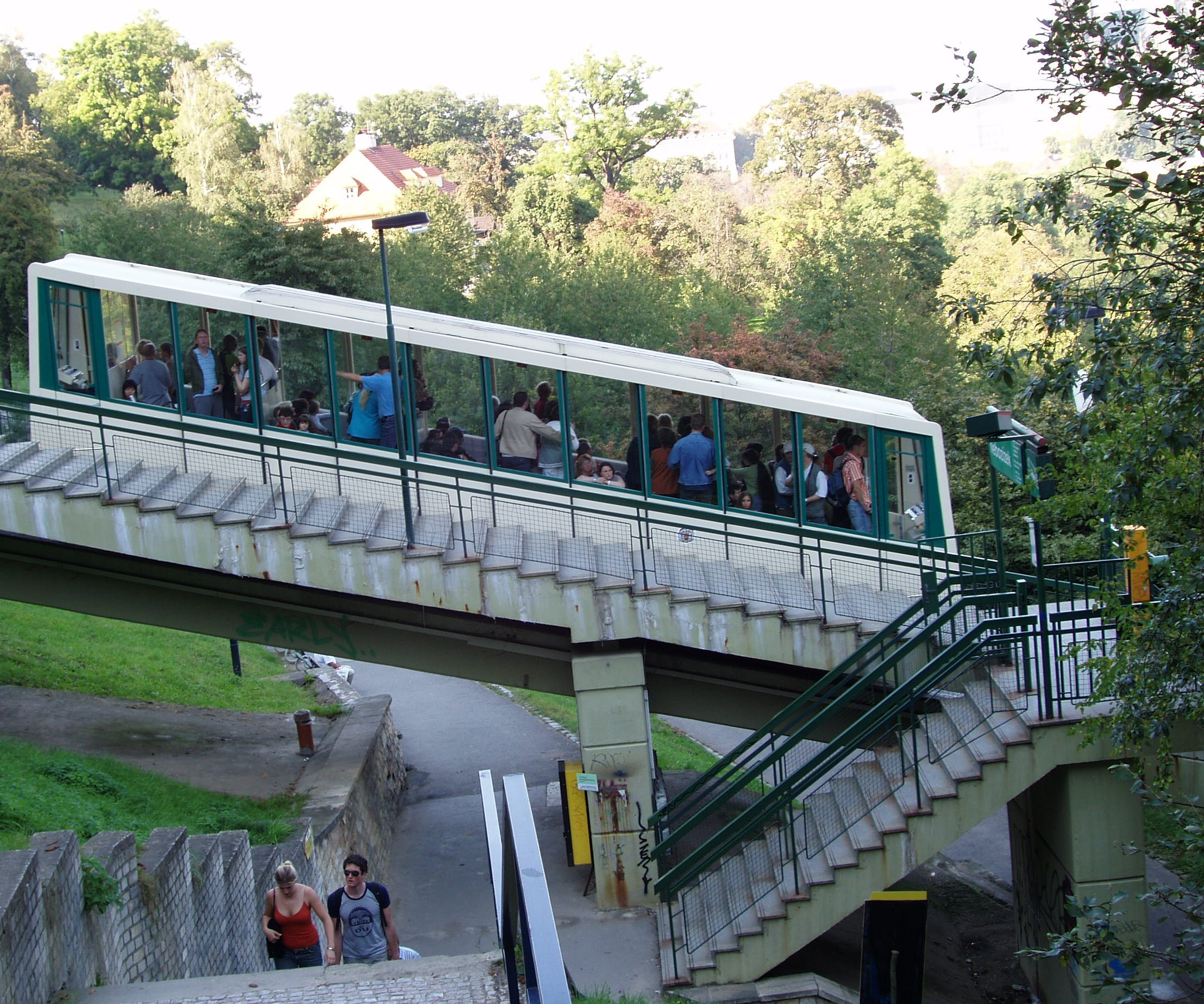
Mittelstation Nebozízek
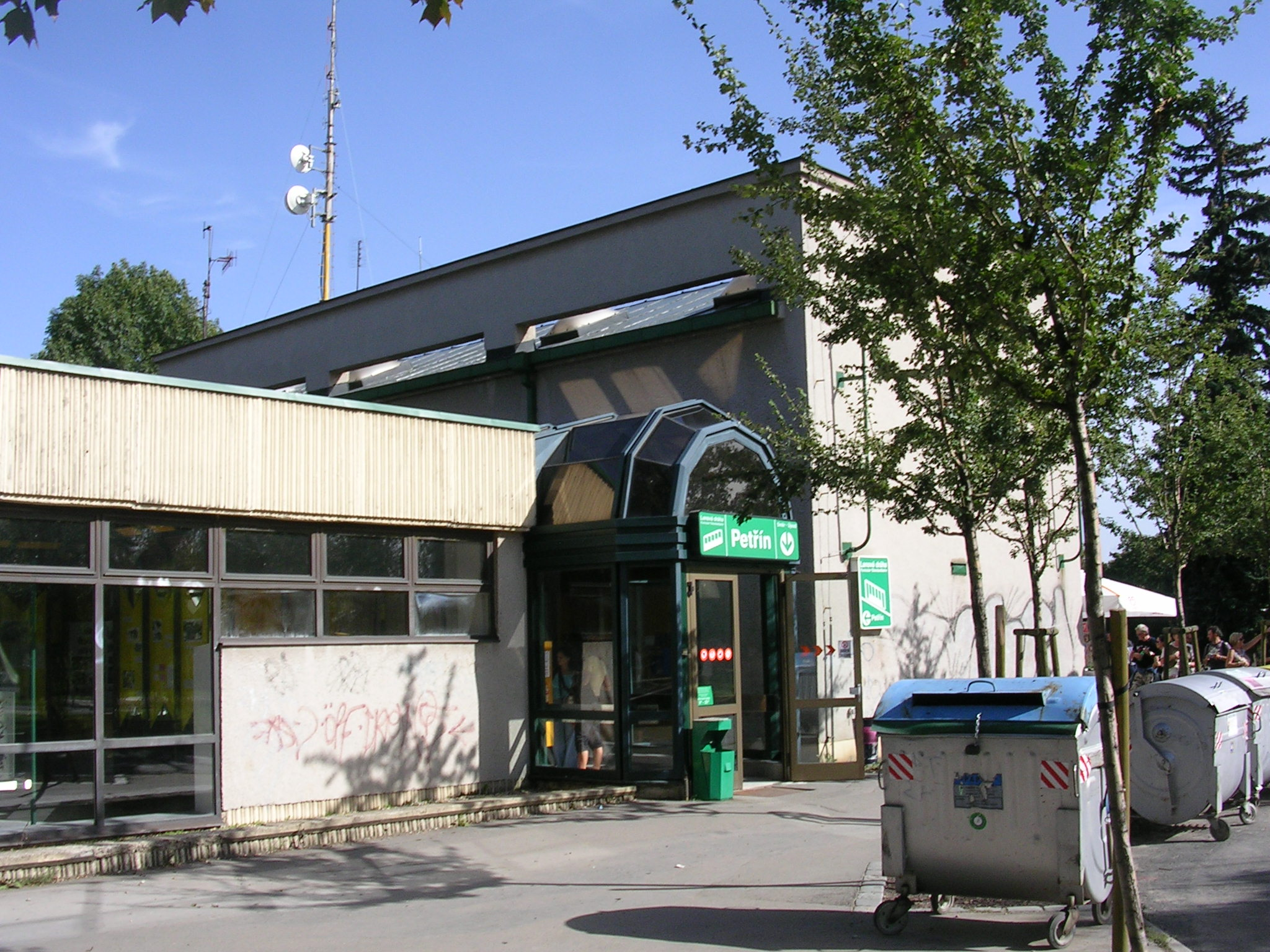
Bergstation Petřín

Die Petřín-Standseilbahn verfügt seitdem über insgesamt drei Haltestellen: Talstation „Újezd“, Mittelstation „Nebozízek“ und Bergstation „Petřín“. Die Bedienung von drei Stationen stellt bei Standseilbahnen eine betriebliche Seltenheit dar, denn es wird nicht wie bei den sonst üblichen zwei Stationen ohne Unterbrechung zwischen Berg- und Talstation gefahren. An der Talstation Újezd besteht in unmittelbarer Nähe Anschluss an die Prager Straßenbahn, die eine gleichnamige Haltestelle mit mehreren Linien anfährt.
Im Jahr 1996, als das 115. Eröffnungs-Jubiläum gefeiert wurde, war die Bahn von April bis September wegen Reparaturarbeiten geschlossen. In dieser Zeit erhielt die Fördermaschine der Standseilbahn zur Stromversorgung einen neuen Trafo mit Umrichtern, wobei der originale Ward-Leonard-Umformer als Ersatzstromquelle für 500 V Gleichstrom erhalten blieb. Gleichzeitig wird seitdem der Fahrbetrieb von einem rechnergesteuerten Automaten überwacht, der im Falle einer Störung über das Gleisbremssystem als auch dem Pohlig-Bremsseilsystem sofort für eine Notbremsung der Bahn sorgt, wobei die Telemetrie-Anlage nach System RADOM ständig die Verbindung zwischen den Wagen und dem Maschinenraum aufrechterhält. In der Bergstation gibt es aber wie beim vorhergehenden System noch immer einen Steuerstand, der im Bedarfs- bzw. Störungsfall die Bedienung der Bahn von hier aus erlaubt. Die Bahn verkehrte seit diesen Arbeiten bis zum Herbst 2015 ohne größere Unterbrechungen. Danach musste die Betonbrücke mit der Zwischenhaltestelle Nebozízek abgebrochen und neugebaut werden. Im Frühjahr 2016 konnte der Betrieb wieder aufgenommen werden.

### Heutiger Betrieb
Seit der Wiedereröffnung 1985 ist die Bahn, früher von einer eigenen privaten Gesellschaft betrieben und später in den Besitz der Stadt übergegangen, ein fester Bestandteil des Prager ÖPNV. Die Standseilbahn wurde seitdem von neuem zur weit über die Stadt Prag hinaus bekannten Attraktion, die zudem während der Fahrt einen außergewöhnlichen Blick auf die Prager Burg ermöglicht. Die Wagenfolge beträgt in der Wintersaison (Oktober–April) 15 Minuten, in der Sommersaison (April–Oktober) 10 Minuten, wobei sie sich je nach Saison und Fahrgastaufkommen auch temporär ändern kann.
Seit August 2021 kann die Bahn nicht mehr mit Einzelfahrkarten des Prager ÖPNV benutzt werden, sondern nur noch mit Tages- und Zeitkarten oder einer speziellen Fahrkarte für die Seilbahn (Preis 60 CZK). Es gelten die Freifahrtregeln der Prager Verkehrsbetriebe, so dass Personen bis 14 Jahren und ab 65 Jahren kostenlos befördert werden (Altersnachweis ist erforderlich).

## Modernisierung 2024–2026
Der Prager Verkehrsbetrieb nahm 2024 eine vorübergehende Außerbetriebsetzung der Standseilbahn vor, um eine entsprechende Generalinstandsetzung durchzuführen. Die Gleis- und Führungsanlagen werden erneuert und der steile, geologisch instabile Hang baulich gegen Erdrutsche gesichert. Im Zuge dieser Maßnahmen werden auch die Wagen ersetzt. Die Gestaltung gewann nach einer wiederholten öffentlichen Ausschreibung die tschechische Designerin Anna Marešová. Vorgesehen ist ein gläsernes Dach und eine entsprechende Barrierefreiheit. Als Besonderheit ist bei Begegnung der beiden Wagen eine visuelle Interaktion vorgesehen. So soll ein Wagen zuzwinkern, während beim anderen durch rote Beleuchtung eine schamhafte Errötung als Reaktion auf das Zwinkern symbolisiert wird. Die Sonderanfertigung der beiden Wagen gewann 2023 das Schweizer Tochterunternehmen CWA in Olten der Doppelmayr/Garaventa-Gruppe für 137,5 Mio. Kronen (rund 5,7 Mio. Euro). Die zugehörige technische Dokumentation erstellt Garaventa in Uetendorf. Das Kontroll- und Steuersystem für die Standseilbahn wird durch die weitere Tochter Frey AG hergestellt. Das Zugseil wird durch die Fatzer AG der Brugg Group hergestellt. Die neuen, selbsttragenden Wagen sind wie ihre Vorgänger zweiachsig, sie erhalten 19 Sitzplätze und bieten bis zu 100 Stehplätze. Das bestehende Bremsseilsystem soll durch eine einfachere, wagengebundene, hydraulische Schienenbremse ersetzt werden. Dies ermöglicht den Verzicht auf eine von drei bisherigen Weichen und vereinfachte Konstruktion dieser.
Seit dem  13. September 2024 ist der Betrieb der Seilbahn wegen Beschädigung der Strecke aufgrund extremer Niederschlagsmengen eingestellt und wurde vor der geplanten Modernisierung nicht mehr aufgenommen. Die Vorbereitungen für den Umbau begannen Ende 2024, am 19. März 2025 wurden beide Wagen abtransportiert. Einen erhält das Museum des öffentlichen Personennahverkehrs abgegeben, den anderen das Technische Nationalmuseum. Der Betrieb soll im Sommer 2026 wieder aufgenommen werden.

## Technische Daten
|                            | 1891–1916                                                                                           | 1932 bis heute |
| -------------------------- | --------------------------------------------------------------------------------------------------- | --- |
| Bahntyp                    | Personen-Standseilbahn mit Wasserballastantrieb                                                     | Personenstandseilbahn mit Pendelbetrieb und elektrischem Antrieb mit zwei an je 4 Punkten laufenden Fahrzeugen (Bez. nach tschechischer Norm: P-4) |
| Bauart                     | Dreischienengleis mit gemeinsamer Mittelschiene, einfacher Ausweiche und Bremszahnstange System Abt | Eingleisig mit Abtscher Ausweiche |
| Spurweite                  | 1000 mm                                                                                             | 1435 mm |
| Antriebsart                | Wasserballast                                                                                       | Elektrisch |
| Standort des Antriebs      | –                                                                                                   | An Bergstation |
| Max. Transportkapazität    | 552 Personen/Stunde                                                                                 | 1400 Personen/Stunde |
| Streckung des Systems      | –                                                                                                   | – |
| Länge Fahrstrecke          | 396,50 m                                                                                            | 511,00 m |
| Schräge Fahrstrecke        | 396,50 m                                                                                            | 511,00 m |
| Waagrechter Streckenteil   | –                                                                                                   | – |
| Höhe Talstation (über NN)  | 194,00 m                                                                                            | 178,00 m |
| Höhe Bergstation (über NN) | 298,00 m                                                                                            | 324,00 m |
| Höhenunterschied           | 104,00 m                                                                                            | 130,45 m |
| Max. Steigung              | 295 ‰%                                                                                              | 298 ‰ |
| Hersteller Antriebsanlage  | –                                                                                                   | Českomoravská-Kolben-Daněk – ČKD, Prag |
| Leistung Hauptantrieb      | –                                                                                                   | 106 kW |
| Seilscheibendurchmesser    | 2,80 m                                                                                              | 3,00 m |
| Anzahl Antriebsseile       | 1                                                                                                   | 1 + 1 Bremsseil |
| Durchmesser Zugseil        | 34 mm (16 Litze von jeweils 7 Drähten auf Hanfseele)                                                | 35 mm |
| Max. Fahrgeschwindigkeit   | 2,0 m/s (7,2 km/h)                                                                                  | 4,0 m/s (14,4 km/h) |
| Fahrzeit                   | 6,0 min                                                                                             | 2,5 min |
| Anzahl Fahrzeuge           | 2                                                                                                   | 2 |
| Fassungsvermögen Fahrzeuge | 50 Personen                                                                                         | 100 Personen |
| Hersteller Fahrzeuge       | Waggonfabrik Ringhoffer/Smíchov                                                                     | 1932–1965: Ringhoffer-Werke/Prag-Smíchov seit 1985: Vagónka Tatra Studénka/Vagónka Tatra Česká Lípa mit Komponenten von 1932                       |
| Hersteller der Bahn        | Böhmisch-Mährische Maschinenfabrik                                                                  | 1932–1965: Škoda/Plzeň 1985-heute: Škoda/Plzeň |